# Lesley Langley
Lesley Langley (Weymouth, 1944) é uma rainha da beleza da Inglaterra que venceu o Miss Mundo 1965. 
Ela foi a terceira britânica a conseguir vencer este concurso e a primeira a consegui-lo consecutivamente, já que foi antecedida por Ann Sydney em 1964. 

## Biografia
Nascida em Weymouth, nos anos 50 ela estudou na Royal Merchant Navy School em Berkshire. Antes de sua participação no Miss Mundo, ela havia participado do filme Goldfinger, da série James Bond.

## Participação em concursos de beleza
Em 1965 Lesley venceu o Miss Reino Unido e, meses depois, o Miss Mundo 1965 ao derrotar outras 47 candidatas. 

### Polêmica no Miss Mundo
Segundo o jornal Otawa Citizen, sua vitória, a terceira de uma britânica em cinco anos, causou descontentamentos entre outras concorrentes. O jornal também publicou a opinião de Lesley sobre o assunto: "Pensei que eu não tivesse chance, pois todos diziam que os jurados não escolheriam outra britânica, assim estava resignada a apenas estar aqui." Eric Morley, diretor do Miss Mundo, segundo o mesmo jornal, disse que cinco dos nove jurados haviam votado em Lesley e que ninguém poderia dizer que o júri não era internacional, ao se referir aos jurados de outros países, como da França e Estados Unidos, que haviam feito parte do corpo de jurados.

## Vida após os concursos
Casou-se com o pianista de jazz Alan Haven, com quem teve uma filha, Chloe, e do qual se separou anos depois.
Também foi capa de revistas masculinas, como "Cavalcade," "Cavalier," and "Escapade".

## Curiosidades
Lesley foi a terceira britânica a vencer o Miss Mundo em apenas cinco anos, tendo sido precedida por Rosemarie Frankland em 1961 e Ann Sydney em 1964.